# Frumoasa, Călărași
Frumoasa este un sat din raionul Călărași, Republica Moldova.

## Administrație și politică
Componența Consiliului local Frumoasa (9 consilieri), ales la 5 noiembrie 2023, este următoarea:
|  | Partid                                        | Consilieri | Componență | Componență | Componență |
|  | --------------------------------------------- | ---------- | ---------- | ---------- | ---------- |
|  | Partidul Dezvoltării și Consolidării Moldovei | 3          |            |            |            |
|  | Partidul Liberal Democrat din Moldova         | 3          |            |            |            |
|  | Partidul Acțiune și Solidaritate              | 2          |            |            |            |
|  | Partidul Socialiștilor din Republica Moldova  | 1          |            |            |            |

## Galerie de imagini

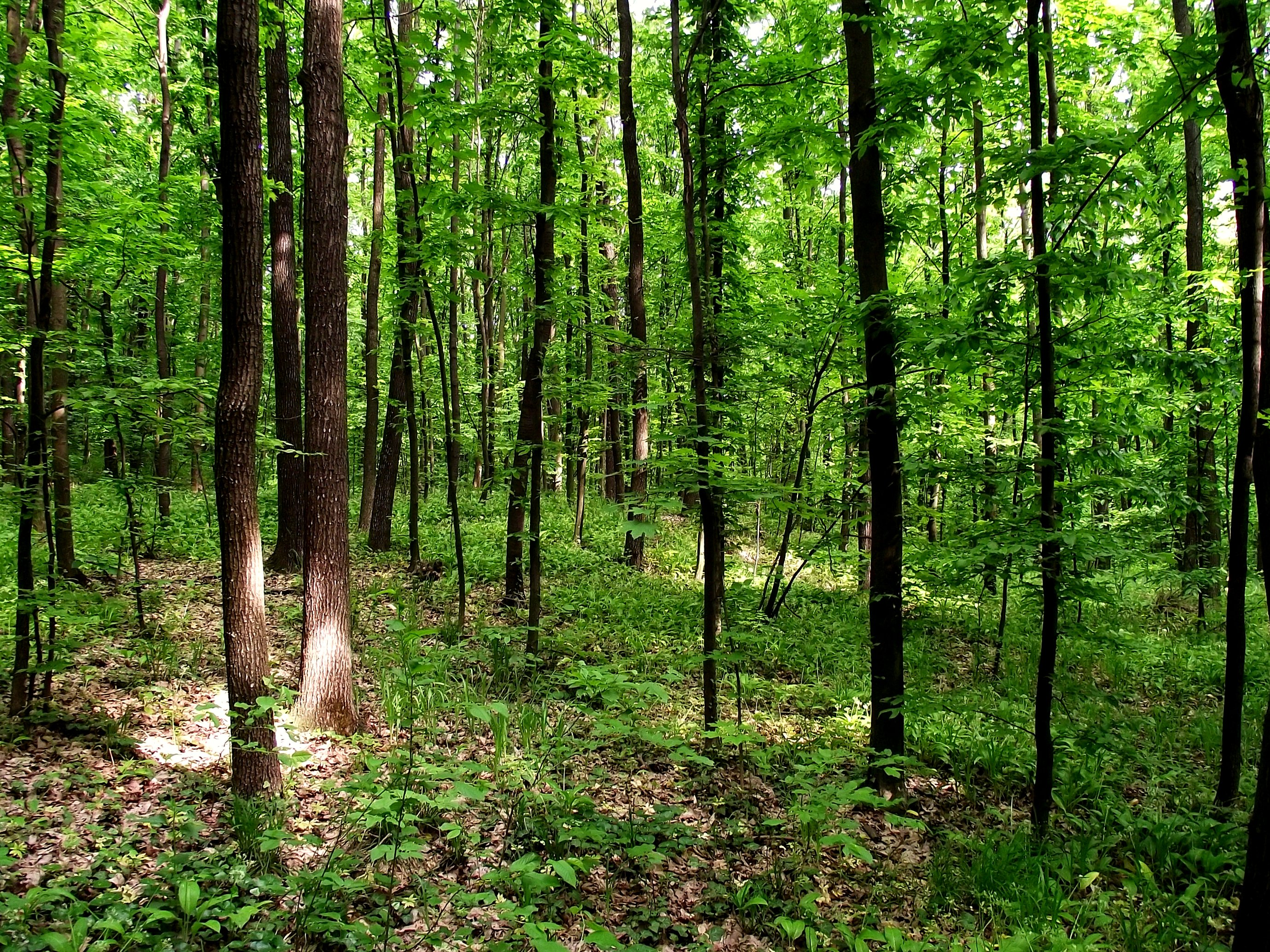
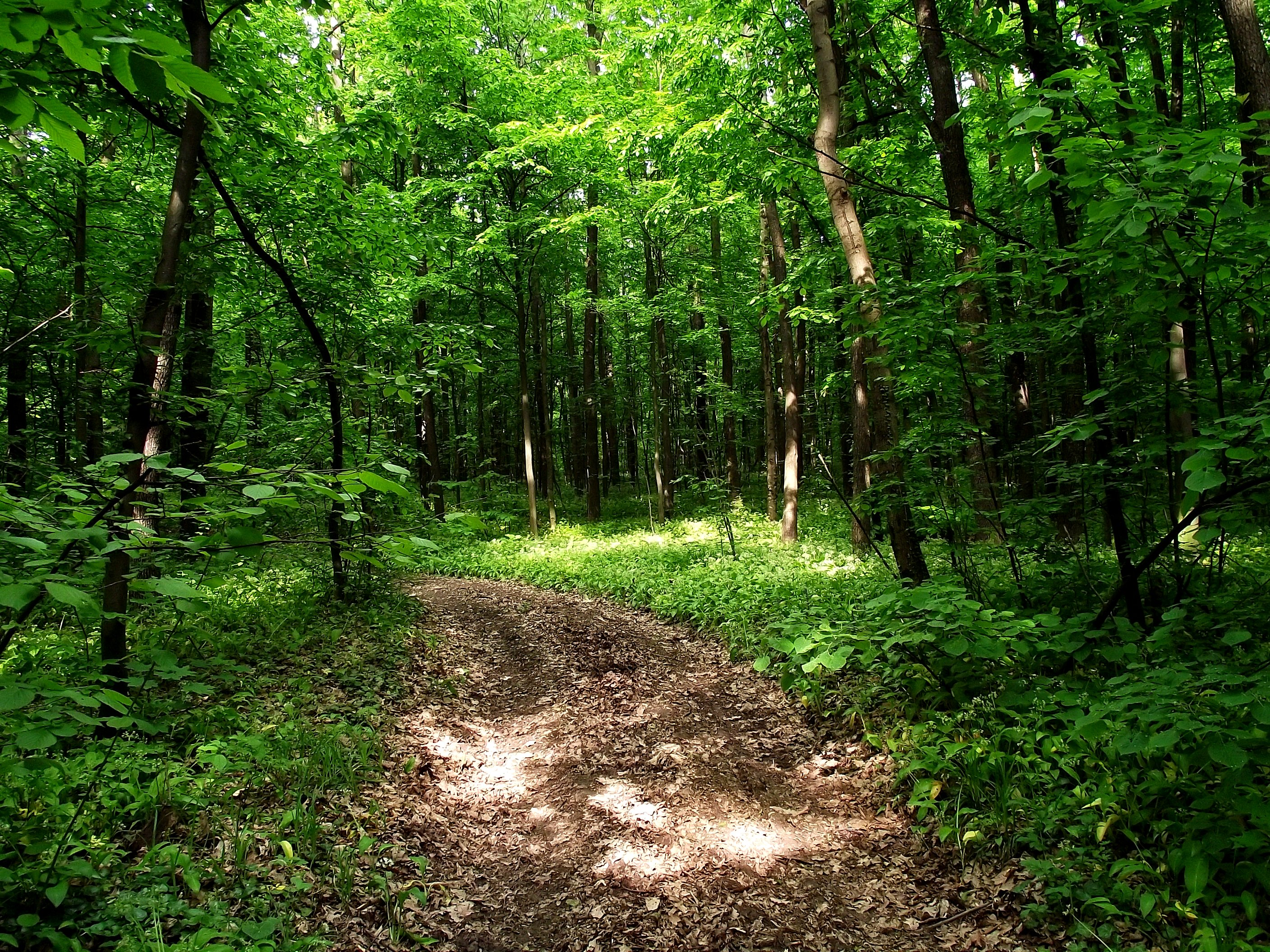
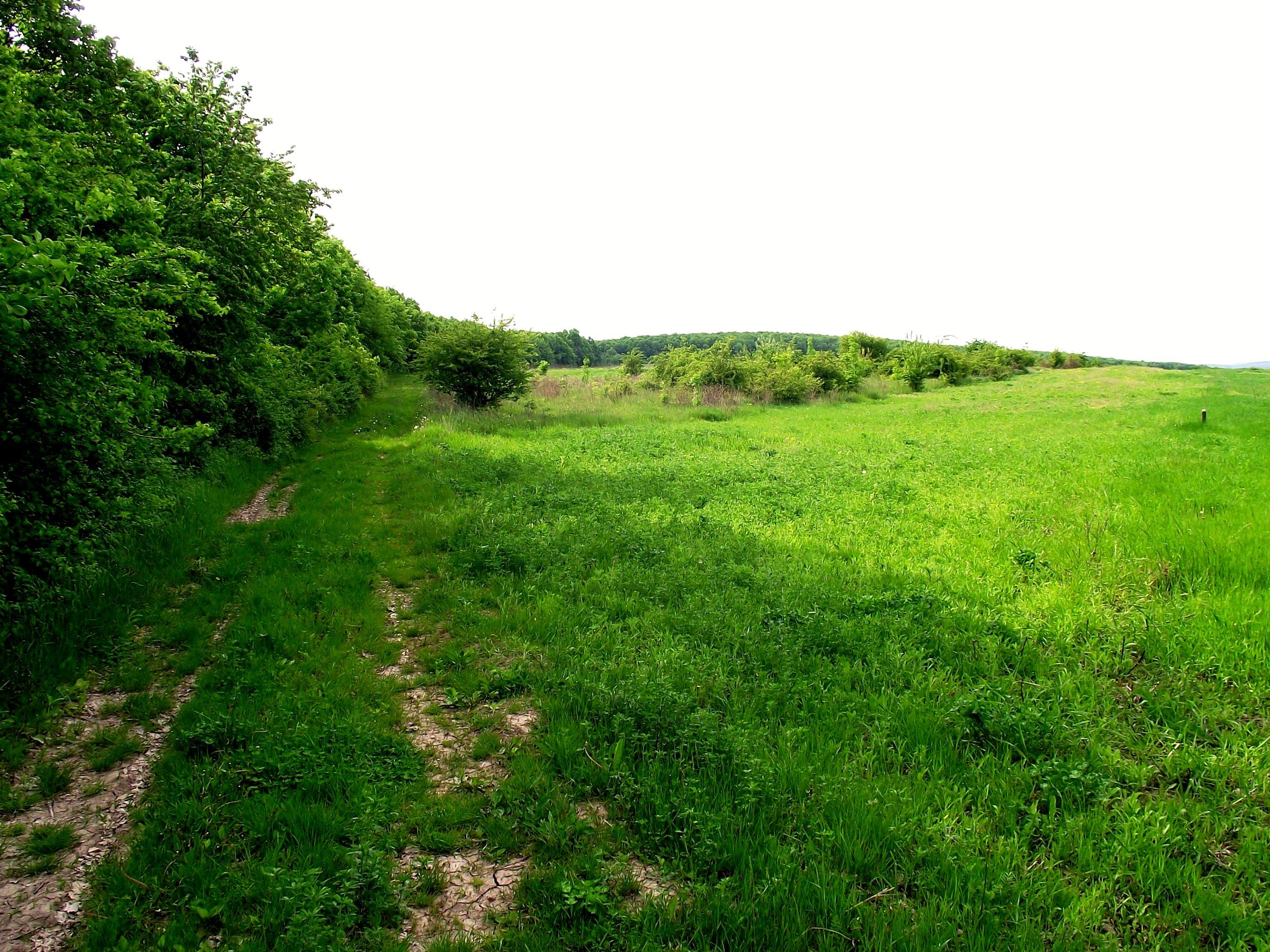
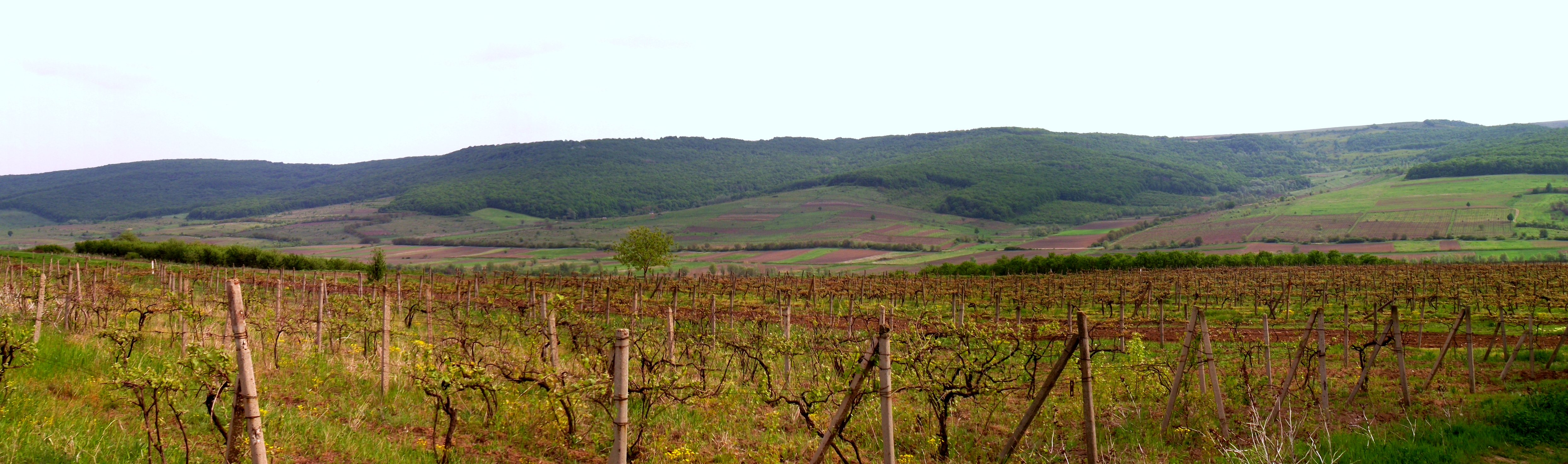

Mănăstirea Frumoasa

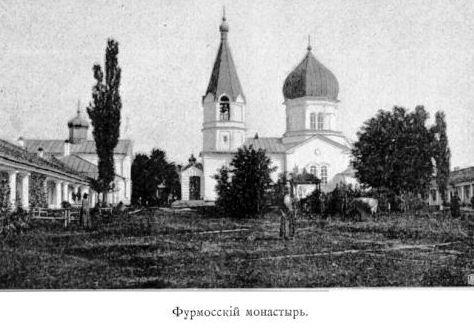
Imagine de epocă.
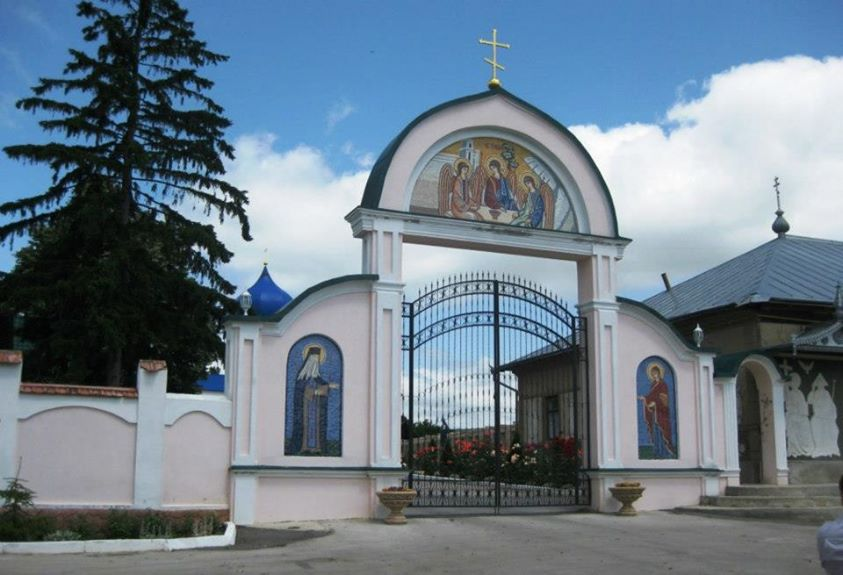
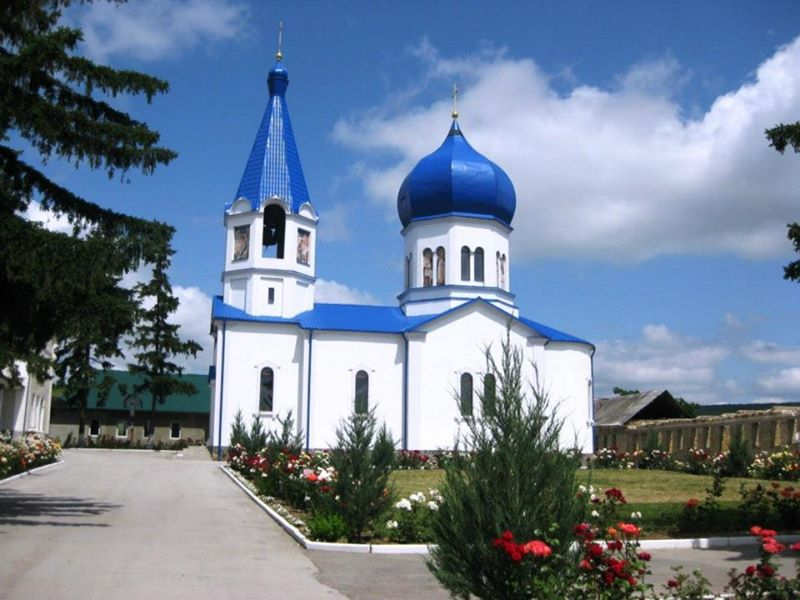
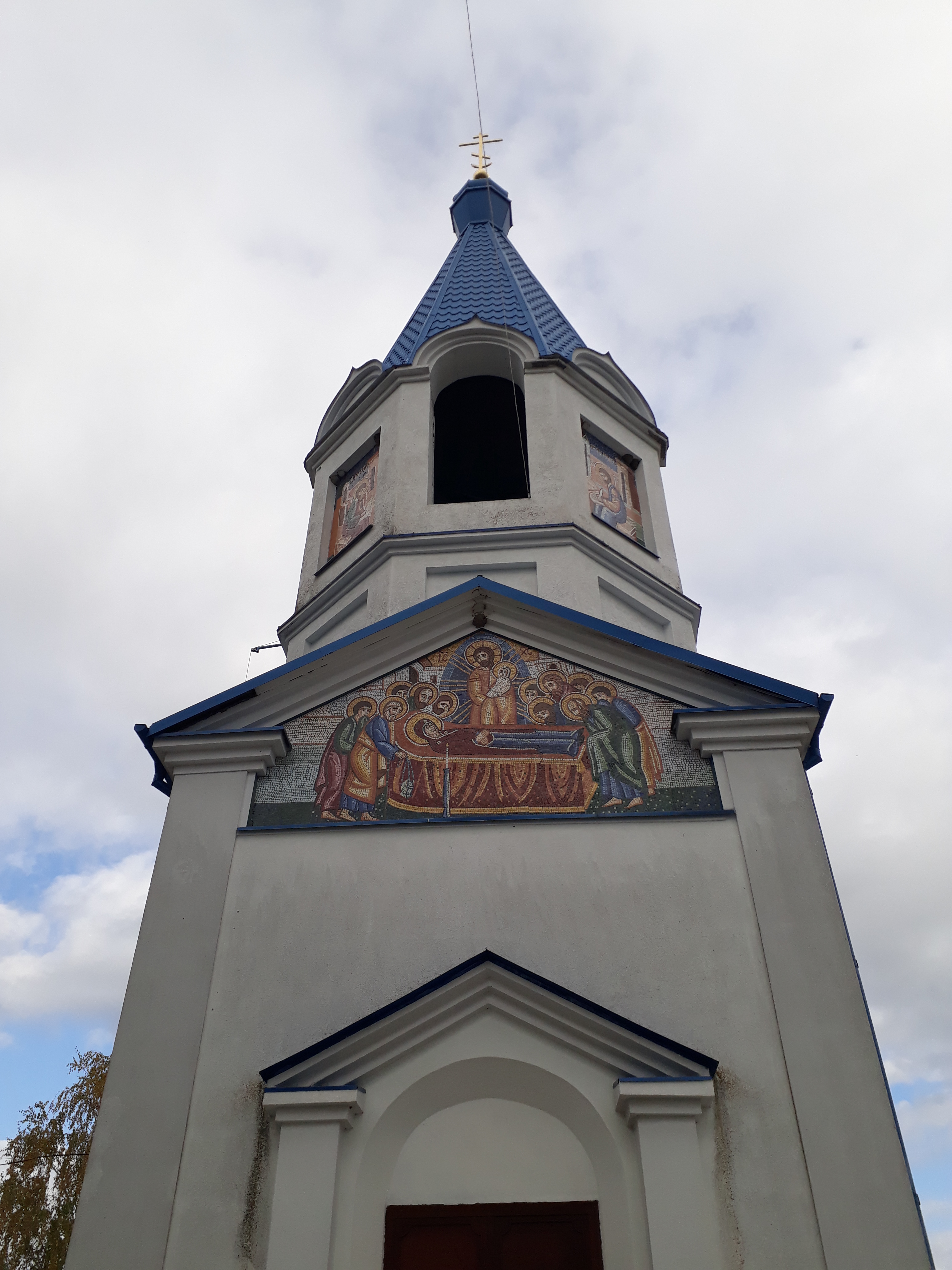
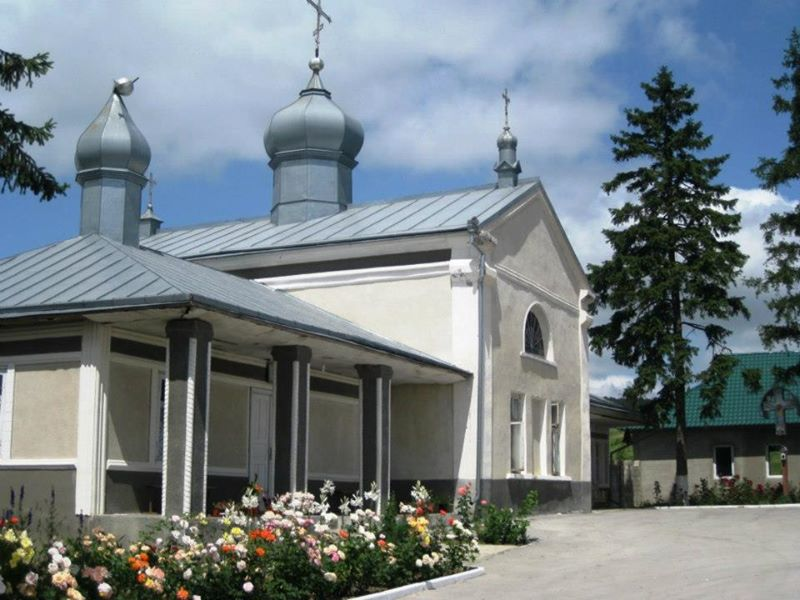

Peisaj adiacent